# Krimimessen
Krimimessen bliver afholdt i Horsens hvert år i slutningen af marts. 
Første Krimimesse var i 2001, hvor den blev afholdt på Horsens Ny Teater med ca. 200 gæster og fem nordiske forfattere. Siden 2007 har Krimimessen været afholdt i det nedlagte Horsens Statsfængsel. I 2017 var der mere end 7.000 gæster og ca 130 forfattere og foredragsholdere. 
Krimimessen er et sted, hvor læserne kan møde forfatterne, og gennem årene er Krimimessen blevet et samlingspunkt for alle, der er interesserede i kriminallitteratur. 
På Krimimessen uddeler Det Danske Kriminalakademi Palle Rosenkrantz Prisen, Krimimessens Publikumspris bliver uddelt sammen med diverse diplomer, bl.a. for årets danske krimidebut. 
I forbindelse med Krimimessen blev der for første gang i 2006 afholdt et skrivekursus for at støtte vækstlaget, og i 2007 udkom Horsens-krimien "I skyggen af Horsens", der var skrevet af 10 amatører.
Krimimessen bliver arrangeret af Horsens Bibliotek i samarbejde med boghandlere og forlag.
I 2017 var Krimimessen en del af det officielle program for Århus Kulturby 2017.